# Religionsbrott
Religionsbrott är ett brott mot ett lands lagstiftning rörande religionen.

## Sverige
I Sverige fanns först lagar om hädelse, sedan lagen om trosfrid 1949-1970.

### Fotnoter
1. ↑  ”Från religionsbrott till religionsfrihet”. Statistiska centralbyrån. Arkiverad från originalet den 28 februari 2013. https://web.archive.org/web/20130228114211/http://www.scb.se/Pages/Article____333963.aspx. Läst 2 september 2012.
2. ↑  Åsa Forsberg (27 september 2007). ”För troende är det en kränkning av något heligt”. http://www.svd.se/opinion/brannpunkt/for-troende-ar-det-en-krankning-av-nagot-heligt_36927.svd. Läst 2 september 2012.